# Plectophanes
Plectophanes là một chi nhện trong họ Cycloctenidae.